# NGC 3487
NGC 3487 é uma galáxia espiral (Sc) localizada na direcção da constelação de Leo. Possui uma declinação de +17° 35' 15" e uma ascensão recta de 11 horas, 00 minutos e 46,6 segundos.
A galáxia NGC 3487 foi descoberta em 5 de Março de 1886 por Lewis A. Swift.